# Folklore (Nelly-Furtado-Album)
Folklore ist das zweite Album der portugiesisch-kanadischen Pop-Sängerin Nelly Furtado.

## Titel
Der Titel ist eine Anspielung auf Nellys familiären Hintergrund sowie Erlebnisse aus ihrer Kindheit und Jugend; die damit verbundenen Erinnerungen bezeichnete sie als ihre persönliche Folklore. Ursprünglich sollte das Album Fresh Off the Boat (was frei übersetzt „gerade angekommen“ bedeutet) benannt werden, was sich auf Nellys vormaliger Ankunft in Toronto bezog. Ihr Bruder wies sie jedoch darauf hin, dass diese Beschreibung eher auf ihre Eltern zutraf, die einst nach Kanada eingewandert waren. Dadurch gelangte Nelly zu der Ansicht, dass Fresh Off the Boat als Titel ungeeignet sei, um den Inhalt des Albums treffend zu reflektieren, und entschied sich schließlich für das passendere Folklore.

## Entstehung
Das Album zeigte – wie schon der Vorgänger Whoa, Nelly! – eine Mischung aus verschiedenen Musikstilen und Klängen, war jedoch näher am Rock orientiert. Nelly konzentrierte sich bei ihrem zweiten Album mehr auf das „Song-Writing“, was es laut BBC „doppelt so vielseitig“ erscheinen lässt. Die Aufnahmen, die im Herbst 2002 begannen, wurden durch Nellys einsetzende Schwangerschaft (am 20. September 2003 brachte sie Tochter Nevis zur Welt) erheblich verzögert. Die bevorstehende Mutterschaft und die damit verbundenen Änderungen in ihrem Leben wurden schließlich zum bestimmenden Element bei der Entstehung des Albums und schlugen sich in vielen Songs nieder. Nelly erklärte die Reife von Folklore damit, dass die meisten Songs während ihrer Schwangerschaft entstanden waren.

### Songinfos
- One Trick Pony handelt davon, dass Nelly Furtado nicht in eine Schublade gesteckt werden will. In Anlehnung an den Titel A Horse with No Name von America wird dies symbolisch als Pferd, das nur ein Kunststück kann, dargestellt.[4] Das Arrangement stammt vom Kronos Quartet, das auch im Song zu hören ist.
- Powerless (Say What You Want) thematisiert einen ähnlichen Umstand: Nelly Furtado beklagt sich, dass ihr ethnischer Hintergrund auf Drängen ihrer Plattenfirma bewusst ausgeblendet werden sollte, um sie konformer erscheinen zu lassen (Textauszug: „Paint my face in your magazines/Make it look whiter than it seems/Paint me over with your dreams/Shove away my ethnicity“).[5] Der Song enthält ein Sample des Titels Buffalo Gals von Malcolm McLaren
- Explode basiert auf dem Gedicht Teenage Waste, das Nelly Furtado als Jugendliche verfasst hatte.
- Fresh Off the Boat war der ursprüngliche Titeltrack. Im Lied hört man den Bassisten Justin Meldal-Johnson, der früher oft mit Beck zusammen gespielt hat und mittlerweile ein Teil der Band I am Robot ist.[6]
- Força: Die UEFA fragte 2003 bei Nelly Furtado an, ob diese nicht das offizielle Lied zur Fußball-Europameisterschaft 2004 schreiben könne. Für die Sängerin war dies eine große Ehre, da ihre Eltern aus Portugal stammen. Zusammen mit Gerald Eaton und Brian West schrieb sie daraufhin den Titel, dessen Bedeutung sie wie folgt erklärte:

„Als ich durch Portugal getourt bin, haben sich die Leute ständig mit ‚Força‘ verabschiedet, was ein portugiesischer Slang ist. Es heißt so viel wie ‚Hau rein‘. Außerdem wird es mit Sport assoziiert, besonders mit Fußball. Ich habe eine weibliche Interpretation der Vorstellung, wie man sich fühlt, wenn man seinem Lieblings-Team beim Spiel zusieht, eingefügt. Es ist also ein fröhlicher Song, ein Sturm von Energie. Außerdem spielt [der Banjonist] Béla Fleck im Song. Sein Beitrag ist unglaublich.“

Nelly Furtado präsentierte den Song live vor dem Finale in Lissabon. Das Video zu Força wurde in Toronto gedreht. Es zeigt die Zusammenarbeit völlig verschiedener Menschen, um den Fußball eines Jungen wiederzubeschaffen.
- The Grass Is Green behandelt laut Furtado unerreichbare Ziele und Wünsche, Täuschung und Misstrauen.
- Saturdays reflektiert Nelly Furtados Jugendzeit, in der sie mit ihrer Mutter früher Hotelzimmer putzte.[2]
- Island of Wonder beinhaltet ein Sampling des Songs Tonada De Luna Llena von Caetano Veloso.
- Childhood Dreams widmete Nelly Furtado ihrer Tochter Nevis. Dies ist einer der Songs, die von Joni Mitchell inspiriert wurden.[6]

## Singles
Die ersten drei Auskopplungen Powerless (Say What You Want), Try und Força erschienen weltweit. Die vierte Single Explode wurde lediglich in Kanada und Europa veröffentlicht, die fünfte Single The Grass Is Green erschien einzig in Deutschland.

## Rezeption
Aus kommerzieller Sicht war Nelly Furtados zweitem Album kein großer Erfolg beschieden. Vor allem in den Vereinigten Staaten und im Vereinigten Königreich konnte Folklore nicht an die Verkaufszahlen des Debüts anknüpfen (in den Vereinigten Staaten kam die Scheibe nicht über Platz 24 hinaus und erzielte nur rund ein Viertel der Whoa, Nelly!-Absätze). Dem gegenüber stand die unerwartet hohe Akzeptanz bei den deutschen Käufern, so dass Nelly ihren endgültigen Durchbruch in Deutschland schaffte. Sie selbst äußerte die Vermutung, dass der Erfolg in Deutschland vor allem an der Gedankenversunkenheit des Albums lag.
Der ausgebliebene Erfolg von Folklore lag zum einen an der musikalischen Ausrichtung des Albums, das von einer weitgehend melancholischen und gedrückten Stimmung getragen wurde und insgesamt deutlich „unpoppiger“ ausfiel als der Vorgänger Whoa, Nelly! (die meisten Lieder waren zu schwermütig ausgefallen und somit kaum radiotauglich; zudem waren einige Titel an portugiesische Stilrichtungen wie Fado angelehnt, so dass das Album insgesamt etwas „befremdlich“ wirkte). Andererseits gab es nur eine unzureichende Promotion: Nellys neue Rolle als Mutter war in Interviews das dominierende Thema, während über das Album deutlich seltener gesprochen wurde. Diesbezüglich räumte Nelly später persönliche Fehler ein. Nach dem großen Debüterfolg habe sie vieles für selbstverständlich genommen und geglaubt, dass sich die Dinge von allein entwickeln würden. Ein weiterer Umstand, der sich negativ auswirkte, war der Verkauf von Nellys damaliger Plattenfirma DreamWorks an Universal zum Zeitpunkt der Veröffentlichung.

## Titelliste
1. One-Trick Pony (Gerald Eaton, Nelly Furtado, Brian West) – 4:47
2. Powerless (Say What You Want) (Anne Dudley, Eaton, Furtado, Trevor Horn, Malcolm McLaren, West) – 3:52
3. Explode (Eaton, Furtado) – 3:44
4. Try (Furtado, West) – 4:39
5. Fresh Off the Boat (Eaton, Furtado, West) – 3:16
6. Força (Eaton, Furtado, West) – 3:40
7. The Grass Is Green (Mike Elizondo, Furtado) – 3:50
8. Picture Perfect (Eaton, Furtado, West) – 5:16
9. Saturdays (Furtado) – 2:04
10. Build You Up (Eaton, Furtado, West) – 4:58
11. Island of Wonder (S. Diaz, Furtado, J. Gahunia) – 3:49
12. Childhood Dreams (Eaton, Furtado, West) – 6:33

Bonustracks
- Try (Acoustic Version)(UK)
- Powerless (Say What You Want) (Alternative Acoustic Mix) (Japan)
- Powerless (Say What You Want) featuring Juanes (Lateinamerikanisches Re-Issue)

## Chartplatzierungen

### Album
| Jahr | Titel    | Höchstplatzierung, Gesamtwochen, AuszeichnungChartplatzierungen (Jahr, Titel, Platzierungen, Wochen, Auszeichnungen, Anmerkungen) | Höchstplatzierung, Gesamtwochen, AuszeichnungChartplatzierungen (Jahr, Titel, Platzierungen, Wochen, Auszeichnungen, Anmerkungen) | Höchstplatzierung, Gesamtwochen, AuszeichnungChartplatzierungen (Jahr, Titel, Platzierungen, Wochen, Auszeichnungen, Anmerkungen) | Höchstplatzierung, Gesamtwochen, AuszeichnungChartplatzierungen (Jahr, Titel, Platzierungen, Wochen, Auszeichnungen, Anmerkungen) | Höchstplatzierung, Gesamtwochen, AuszeichnungChartplatzierungen (Jahr, Titel, Platzierungen, Wochen, Auszeichnungen, Anmerkungen) | Höchstplatzierung, Gesamtwochen, AuszeichnungChartplatzierungen (Jahr, Titel, Platzierungen, Wochen, Auszeichnungen, Anmerkungen) | Anmerkungen                             |
| Jahr | Titel    | DE | AT | CH | UK | US | CA | Anmerkungen                             |
| ---- | -------- | --- | --- | --- | --- | --- | --- | --------------------------------------- |
| 2003 | Folklore | DE4 ×2Doppelplatin · (49 Wo.)DE                                                                                                   | AT10 (39 Wo.)AT | CH13 Platin · (44 Wo.)CH | UK11 Gold · (26 Wo.)UK | US38 Gold · (11 Wo.)US | CA18 Platin · (… Wo.)CA | Erstveröffentlichung: 21. November 2003 |

### Singles
| Jahr | Titel                         | Höchstplatzierung, Gesamtwochen, AuszeichnungChartplatzierungen (Jahr, Titel, , Platzierungen, Wochen, Auszeichnungen, Anmerkungen) | Höchstplatzierung, Gesamtwochen, AuszeichnungChartplatzierungen (Jahr, Titel, , Platzierungen, Wochen, Auszeichnungen, Anmerkungen) | Höchstplatzierung, Gesamtwochen, AuszeichnungChartplatzierungen (Jahr, Titel, , Platzierungen, Wochen, Auszeichnungen, Anmerkungen) | Höchstplatzierung, Gesamtwochen, AuszeichnungChartplatzierungen (Jahr, Titel, , Platzierungen, Wochen, Auszeichnungen, Anmerkungen) | Höchstplatzierung, Gesamtwochen, AuszeichnungChartplatzierungen (Jahr, Titel, , Platzierungen, Wochen, Auszeichnungen, Anmerkungen) | Höchstplatzierung, Gesamtwochen, AuszeichnungChartplatzierungen (Jahr, Titel, , Platzierungen, Wochen, Auszeichnungen, Anmerkungen) | Anmerkungen                              |
| Jahr | Titel                         | DE | AT | CH | UK | US | CA | Anmerkungen                              |
| ---- | ----------------------------- | --- | --- | --- | --- | --- | --- | ---------------------------------------- |
| 2003 | Powerless (Say What You Want) | DE8 (24 Wo.)DE | AT7 (22 Wo.)AT | CH16 (16 Wo.)CH | UK13 (10 Wo.)UK | — | CA6 (… Wo.)CA | Erstveröffentlichung: 15. Dezember 2003  |
| 2004 | Try                           | DE31 (9 Wo.)DE | AT26 (15 Wo.)AT | CH22 (11 Wo.)CH | UK15 (7 Wo.)UK | — | CA9 (… Wo.)CA | Erstveröffentlichung: 15. März 2004      |
| 2004 | Força                         | DE9 (14 Wo.)DE | AT5 (14 Wo.)AT | CH5 (25 Wo.)CH | UK40 (3 Wo.)UK | — | CA76 (… Wo.)CA | Erstveröffentlichung: 7. Juni 2004       |
| 2004 | Explode                       | DE34 (9 Wo.)DE | AT54 (5 Wo.)AT | CH38 (7 Wo.)CH | — | — | CA86 (… Wo.)CA | Erstveröffentlichung: 27. September 2004 |
| 2005 | The Grass Is Green            | DE65 (5 Wo.)DE | — | — | — | — | — | Erstveröffentlichung: 28. Februar 2005   |